# Kagans Neueste Schachnachrichten
Kagans Neueste Schachnachrichten (рус. «Каганс нойесте шахнахрихтен»), Шахматный вестник Кагана — сначала ежеквартальный, впоследствии ежемесячный немецкий шахматный журнал, издаваемый в Берлине с 1921 по 1932 год Бернхардом Каганом, шахматистом-любителем, меценатом, редактором, журналистом и шахматным деятелем. В приложении к журналу публиковались обзоры многих крупных шахматных турниров того времени.